# Arthur Grimble
Sir Arthur Francis Grimble (1888-1956), est un fonctionnaire colonial et un écrivain britannique.
Né à Hong Kong, le 11 juin 1888, il est appelé Kurimbo par les Gilbertins (adaptation de Grimble en gilbertin).
Ayant intégré l'administration coloniale britannique (le Colonial Office), il fut muté aux îles Gilbert dès 1914 comme cadet administrative officer et devint commissaire résident de la colonie des îles Gilbert et Ellice en 1926. Il fut ensuite muté aux Indes occidentales en 1932 et mourut à Londres le 13 décembre 1956. Il consacra beaucoup de son temps à recueillir les mythes, les traditions orales et les légendes des Gilbertins. Il dessina le blason de la colonie, qui constitue depuis, la base du drapeau des Kiribati.
Anobli.
Gouverneur des Seychelles (1936-1942).
Auteur de A Pattern of Islands (Londres, John Murray 1952) et de Return to the Islands (posthume, 1957), véritables best-sellers, des années cinquante, traduits en français.
Émissions radiophoniques sur la BBC qui ont eu un énorme succès après-guerre.
Un film mettant en scène sa vie aux Gilbert a même été tourné en 1956 : Pacific Destiny.
Le meilleur ouvrage résumant son travail scientifique sur la culture gilbertine a été publié par H.E. Maude, Tungaru Traditions: writings on the atoll culture of the Gilbert Islands, University of Hawaii Press, Honolulu, 1989,  (ISBN 0-8248-1217-4).

## Carrière littéraire

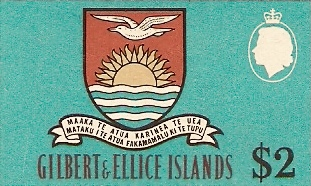
Timbre-poste des îles Gilbert et Ellice (1968)

Après avoir pris sa retraite et s'être installé en Grande-Bretagne en 1948, Grimble est devenu écrivain et animateur. Il a écrit A Pattern of Islands (Londres, John Murray 1952, publié aux États-Unis sous le titre We Chose the Islands) et Return to the Islands (1957), qui ont tous deux été des best-sellers. Pacific Destiny, un film basé sur ses expériences, est sorti en 1956. Les travaux scientifiques de Grimble sur la culture gilbertine sont présentés dans le livre de Henry Evans Maude, Tungaru Traditions : Writings on the Atoll Culture of the Gilbert Islands (Honolulu : University of Hawaii Press, 1989),  (ISBN 0-8248-1217-4).